# アレクサンドル・トローネル

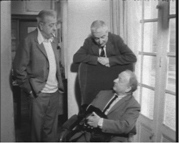
アレクサンドル・トローネル

アレクサンドル・トローネル（-トローネとも、Alexandre Trauner、1906年8月3日 - 1993年12月5日）は、戦前戦後にかけて数々の映画のセットを手がけたフランスの美術監督である。マルセル・カルネ、ビリー・ワイルダーといったフランス、アメリカの名監督に特別の信頼を得たことで知られる。

## 来歴
1906年8月3日、ハンガリー・ブダペストに生まれる。
ブダペストの国立美術学校を出て画家となったトローネルだが、1929年にファシスト政権下の祖国からパリへ出る。そこで、ルネ・クレールの『自由を我等に』(À nous la liberté、1932年)やジャック・フェデーの『女だけの都』(Kermesse héroïque、1935年)のセットを担当した美術監督ラザール・メールソンの助手の職を得て、彼のもとで修行を積んだ。
独立してからは、彼はすぐれた映画監督たちと組んで精力的に仕事をした。マルセル・カルネの作品については、その大半のセットデザインをトローネルが担当している。なかでも、ドイツ占領下のフランスでカルネが『天井桟敷の人々』(Les Enfants du Paradis)を撮影した際、ユダヤ人であるトローネルがフランスにとどまって、撮影所から遠く離れた山荘に身を潜めたまま現場を指揮し、セットを完成させたというのはつとに有名な話である。
戦後は、ウィリアム・ワイラーやビリー・ワイルダーなどアメリカの映画監督との仕事も多く、『アパートの鍵貸します』では1960年のアカデミー賞で美術賞を得ている。
また、老いてからもそのセンスは衰えず、リュック・ベッソンの『サブウェイ』の近未来的なメトロのセットは、78歳のトローネルの手になるものである。この作品はセザール美術賞を獲得した。1993年12月5日、フランス・マンシュ県オモンヴィル＝ラ＝プティットで死去。87歳没。同地のちいさな墓地に、友人のジャック・プレヴェールのかたわらで眠る。

## フィルモグラフィー
1937年
- 『おかしなドラマ』(DRÔLE DE DRAME) - マルセル・カルネ、ジャック・プレヴェール

1938年
- 『霧の波止場』(LE QUAI DES BRUMES) - マルセル・カルネ、ジャック・プレヴェール
- 『北ホテル』(HÔTEL DU NORD) - マルセル・カルネ

1939年
- 『陽は昇る』(LE JOUR SE LÈVE) - マルセル・カルネ、ジャック・プレヴェール
- 『曳き船』(REMORQUES) - ジャン・グレミヨン、ジャック・プレヴェール

1942年
- 『悪魔が夜来る』(LES VISITEURS DU SOIR) - マルセル・カルネ、ジャック・プレヴェール
- 『高原の情熱』(LUMIÈRE D'ÉTÉ) - ジャン・グレミヨン、ジャック・プレヴェール

1943年
- 『この空は君のもの』(LE CIEL EST A VOUS) - ジャン・グレミヨン

1944年
- 『天井桟敷の人々』(LES ENFANTS DU PARADIS) - マルセル・カルネ、ジャック・プレヴェール

1946年
- 『夜の門』(LES PORTES DE LA NUIT) - マルセル・カルネ、ジャック・プレヴェール

1950年
- 『オセロ』(OTHELLO) - オーソン・ウェルズ

1949年
- 『港のマリー』(LA MARIE DU PORT) - マルセル・カルネ

1950年
- 『愛人ジュリエット』(JULIETTE OU LA CLÉ DES SONGES) - マルセル・カルネ
- 『奇蹟は一度しか起こらない』(LES MIRACLES N'ONT LIEU QU'UNE FOIS) - イヴ・アレグレ

1951年
- 『七つの大罪（「肉欲」）』（LES SEPT PÉCHÉS CAPITAUX : LA LUXURE）- イヴ・アレグレ

1953年
- 『想い出』(UN ACTE D'AMOUR) - アナトール・リトヴァク

1955年
- 『ピラミッド』(Land of the Pharaohs) - ハワード・ホークス
- 『チャタレイ夫人の恋人』(L'AMANT DE LADY CHATTERLEY) - マルク・アレグレ

1956年
- 『ハッピー・ロード』(The Happy Road) - ジーン・ケリー
- 『裸で御免なさい』(EN EFFEUILLANT LA MARGUERITE) - マルク・アレグレ
- 『昼下りの情事』(Love in the Afternoon) - ビリー・ワイルダー

1957年
- 『黙って抱いて』(SOIS BELLE ET TAIS-TOI) - マルク・アレグレ
- 『情婦』(Witness for the prosecution) - ビリー・ワイルダー

1959年
- 『尼僧物語』(The Nun's Story) - フレッド・ジンネマン

1960年
- 『アパートの鍵貸します』(The Apartment) - ビリー・ワイルダー

1961年
- 『ロマノフとジュリエット』(Romanoff and Juliet) - ピーター・ユスティノフ
- 『パリの旅愁』(PARIS BLUES) - マーティン・リット
- 『ワンツースリー ラブハント作戦』(One, Two, Three) - ビリー・ワイルダー
- 『真夜中へ五哩』(LE COUTEAU DANS LA PLAIE) - アナトール・リトヴァク
- 『さよならをもう一度』(Goodbye Again) - アナトール・リトヴァク

1962年
- 『ジゴ』(GIGOT) - ジーン・ケリー

1963年
- 『あなただけ今晩は』(IRMA LA DOUCE) - ビリー・ワイルダー

1964年
- 『日曜日には鼠を殺せ』(Behold the Pale Horse) - フレッド・ジンネマン
- 『ねえ! キスしてよ』(Kiss Me, Stupid) - ビリー・ワイルダー

1966年
- 『おしゃれ泥棒』(How to Steal a Million) - ウィリアム・ワイラー
- 『将軍たちの夜』(LA NUIT DES GÉNÉRAUX) - アナトール・リトヴァク

1969年
- 『夜明けの約束』(Promise at dawn) - ジュールズ・ダッシン

1970年
- 『コニャックの男』(LES MARIÉS DE L'AN II) - ジャン＝ポール・ラプノー
- 『シャーロック・ホームズの冒険』(The Private Life of Sherlock Holmes) - ビリー・ワイルダー

1975年
- 『王になろうとした男』(The Man Who Would Be King) - ジョン・ヒューストン
- 『パリの灯は遠く』(Monsieur Klein) - ジョゼフ・ロージー

1977年
- 『ビリー・ワイルダーの悲愁』(FEDORA) - ビリー・ワイルダー
- 『南への道』(LES ROUTES DU SUD) - ジョゼフ・ロージー

1978年
- 『ドン・ジョヴァンニ』(DON GIOVANNI) - ジョゼフ・ロージー

1979年
- 『天才悪魔フー・マンチュー』(The FIENDISH PLOT OF DR.FU MANCHU)  - ピアーズ・ハガード

1982年
- 『鱒』(LA TRUITE) - ジョゼフ・ロージー

1983年
- 『チャオ・パンタン』(TCHAO PANTIN) - クロード・ベリ

1984年
- 『サブウェイ』(SUBWAY) - リュック・ベッソン

1985年
- 『ハーレム』(HAREM) - アルチュール・ジョフェ
- 『ラウンド・ミッドナイト』(AUTOUR DE MINUIT) - ベルトラン・タヴェルニエ

1990年
- 『ホドロフスキーの虹泥棒』（THE RAINBOW THIEF） - アレハンドロ・ホドロフスキー[1]

## 受賞歴

### アカデミー賞
受賞
1961年 アカデミー美術賞 (白黒部門):『アパートの鍵貸します』
ノミネート
1976年 アカデミー美術賞:『王になろうとした男』